# 比嘉敬
比嘉 敬（ひが たかし、1925年2月7日 - 2003年12月11日）は、日本の経営者。沖縄タイムス社、琉球朝日放送社長を務めた。沖縄県中頭郡宜野湾村(現在の宜野湾市)出身。

## 経歴・人物
陸軍航空士官学校を卒業し、1950年に沖縄タイムス社に入社した。1974年に監査役に就任し、取締役、東京支社長、常務、専務を経て、1982年に社長に就任。1992年から1年間会長を務めた。1994年から2000年までに琉球朝日放送社長を務めた。
2003年12月11日肺癌のために死去。78歳没。